# Borggårds Bruk
AB Borggårds Bruk i Borggård i Östergötland är ett svenskt verkstadsföretag. Bruket har anor sedan 1500-talet och räknas som Sveriges fjärde äldsta företag efter Stora Kopparbergs Bergslags AB, Skyllbergs bruk och Wedevågs bruk. Det tillverkar bearbetade trådprodukter inom alla dimensioner för bland annat bilindustrin. Företaget har ett 40-tal anställda. 

## Historik
Borggård omnämns för första gången 1476 i samband med att Erik Holmensson skänkte en tredjedel av hemmanet till kyrkan. Erik Jönsson Rosenstråle, som tidigare varit delägare av egendomen, förvärvade denna i sin helhet 1550. Detta är för övrigt det årtal Borggårds Bruk räknar som sitt begynnelseår. Ortnamnets ursprungliga betydelse (1535 Bolgåårdh) är oklart. Troligtvis är det antingen orden bol 'stor' ('Storgården') eller bol 'stock' som avses, vilket i så fall får innebörden bolabro 'plankbro'). På 1600-talet ändrades namnet och det var troligtvis också då som järnhanteringen kom igång. En första masugn uppfördes under den driftiga ägarinnan Anna Rosenstråles tid 1644–1682. Stångjärnssmidet kom att dominera tillverkningen vid Borggård under århundraden. 1651 uppfördes en hammare, men den hade då haft en föregångare. Tackjärnstillverkningen upphörde däremot redan 1714 då masugnen flyttades till Österby. 
Familjen Rosenstråle innehade Borggård fram till 1778, då assessor Erik Rosenstråle avled. År 1792 förvärvade brukspatron Olof Burenstams Borggård. Under hans ledning rationaliserades driften, vilket innebar stora framsteg. År 1825 blev Per Jansson ny bruksherre. Hans insatser kom att betyda en uppsvingets tid utan tidigare motsvarighet för järnbruket. Produktionen ökade och år 1852 tillverkades 225 ton stångjärn. Genom arv kom Borggård därefter att vara familjen Trägårdhs ägo. Så småningom började ett brukssamhälle att växa upp kring järnbruket. Till att börja med bodde emellertid endast ett fåtal (till exempel smederna) av alla de som var beroende av bruket vid Borggård. Kolare och andra bodde i regel i små torp utspridda i närheten.
I slutet av 1800-talet började man specialisera sig, och 1882 anlades en fabrik för tillverkning av handredskap, främst spadar och grepar. Stångjärnstillverkningen nedlades 1887 och istället inleddes en tillverkning av krokar och söljor. Detta kom att bli starten till dagens industri i Borggård. Redskapstillverkningen var emellertid inte lönsam i längden, och lades därför ned 1913. Istället riktades mer och mer av tillverkningen mot mindre järnartiklar, ex. krokar, söljor och skruvar. Efter Sven Trägårdhs bortgång 1922 bildades AB Borggårds Bruk. År 1925 kom överingenjören Oscar Wiberg till Borggård, och under hans ledning utvecklades företaget och inte minst Borggårds samhälle enormt. År 1948 uppgick antalet anställda till 230, vilket kom att vara det största anställda-antalet genom tiderna. Wiberg gick i pension 1962 och efterträddes av Margareta Trägårdh som hade ledningen över bruket fram till 1989. Samma år köpte Sten Eklöf Borggårds Bruk, vilket markerar den Trägårdhska epokens slut. 
Idag består produktionen främst av legotillverkning åt andra företag inom bland annat bilindustrin. Omkring 1500 olika produkter för person- och lastbilar, lantbruksmaskiner, fritidsartiklar och tvättmaskiner tillverkas från tråd, stång och band. 25% av tillverkningen exporteras.